# تشو-ها
تشو-ها, ها تامكاتش-ها و مولتوم-ها هي سلسلة من الفجوات الصخرية الصغيرة بالقرب من موقع المايا من برامجنا في وسط شبه جزيرة يوكاتان. كل منهم في متناول الجمهور للسباحة. يتميز تشو-ها بمدخل صغير بمساحة 3 × 4 أمتار فقط.

## الحيوانات

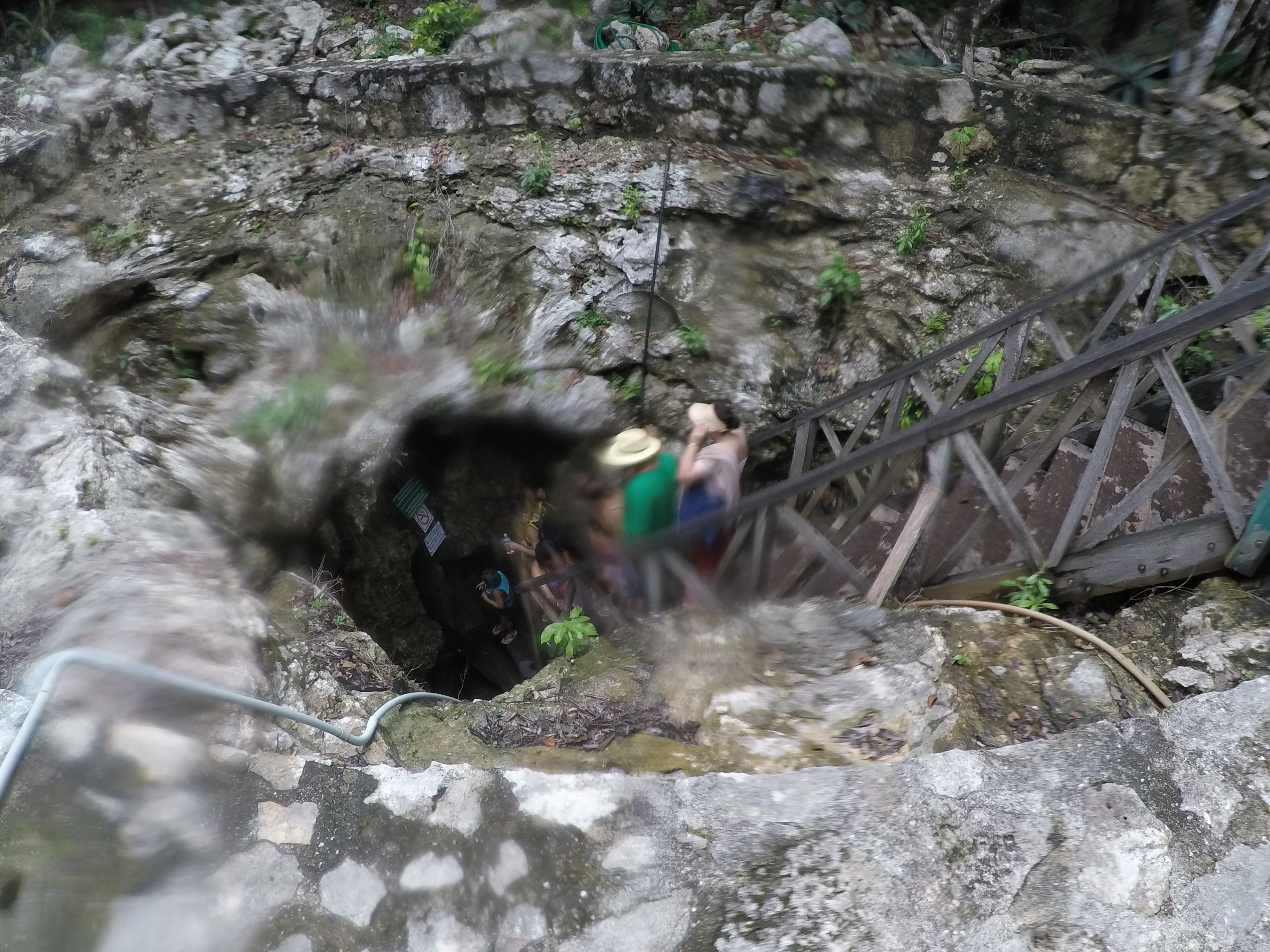
مدخل تشو-ها

تعيش الأسماك الصغيرة والسلاحف في هذا السينوتي. يجب على الزوار الاستحمام للتنظيف من واقي الشمس قبل السباحة.